# Эдвардс, Даррен
Даррен Эдвардс (англ. Darren Edwards, родился 25 марта 1974 года в Мастеге) — валлийский регбист и регбийный тренер, игравший на позиции скрам-хава, главный тренер клуба «Бат».

## Биография
Выступал на протяжении своей карьеры за английские клубы «Сарацины», «Бедфорд», «Лондон Уэлш», «Лондон Айриш» и «Лидс Карнеги». В составе клуба «Лондон Айриш» выиграл Кубок Powergen 2002, обыграв в финале английский клуб «Нортгемптон Сэйнтс». Игровую карьеру завершил по окончании сезона 2007/2008, чтобы продолжить работу в клубе «Харлекуинс».
В июне 2009 года вошёл в тренерский штаб клуба «Ньюпорт Гвент Дрэгонс», сменив Лина Джонса на позиции тренера нападающих, в 2010 году руководил сборной Уэльса до 20 лет. С апреля 2011 года главный тренер «Дрэгонс», сменив на этом посту Пола Тёрнера. В феврале 2014 года покинул пост, уйдя в июне на должность главного тренера английского «Бата».